# Marcin Bosak
Marcin Bosak (ur. 9 września 1979 w Łodzi) – polski aktor filmowy, teatralny i telewizyjny.

## Życiorys

### Wczesne lata
Urodził się i wychowywał w Łodzi. Ma młodszą siostrę, Annę, finalistkę programu You Can Dance – Po prostu tańcz!. Uczęszczał do III LO im. Tadeusza Kościuszki w Łodzi. W 2003 ukończył Akademię Teatralną w Warszawie. Kilkukrotnie był mistrzem Polski juniorów w karate.

### Kariera
Po raz pierwszy trafił na szklany ekran w filmie telewizyjnym Marcela Szytenchelma Z piosenką na Belweder (1995). Występował gościnnie w telenoweli TVP2 Na dobre i na złe (2002) i sitcomie Polsat Miodowe lata (2002). Stał się rozpoznawalny jako Kamil Gryc, współlokator Kingi (Katarzyna Cichopek) i Piotra (Marcin Mroczek) Zduńskich oraz Magdy (Anna Mucha) w serialu TVP2 M jak miłość (2003–2006 i ponownie od 2019).
W 2002 zadebiutował w roli kelnera w sztuce Nikołaja Gogola Rewizor w reżyserii Andrzeja Domalika na deskach warszawskiego Teatru Dramatycznego, z którym był związany w latach 2003-2012. W 2003 został wyróżniony na XXI Festiwalu Szkół Teatralnych w Łodzi za rolę Judasza w spektaklu  Ireneusza Iredyńskiego Żegnaj, Judaszu w reżyserii Bożeny Suchockiej-Kozakiewicz i otrzymał nagrodę Związku Artystów Scen Polskich.
W 2012 związał się z Teatrem Studio w Warszawie. 17 kwietnia 2013 w Teatrze Studio miał premierę monodram Rachatłukum, adaptacja skandalizującej i szeroko dyskutowanej powieści Jana Wolkersa.
Wystąpił w teledysku do piosenki Macieja Maleńczuka „Ostatnia nocka” (2011) i wideoklipie zespołu Czerwone Świnie „Parafiańszczyzna” (2019). W filmie politycznym Patryka Vegi Polityka (2019) zagrał Bankstera, postać wzorowaną na Mateuszu Morawieckim.
W 2020 był uczestnikiem jedenastej edycji programu rozrywkowego Polsatu Dancing with the Stars. Taniec z gwiazdami. W lipcu zrezygnował z dalszego udziału w konkursie, zajmując tym samym 11. miejsce.

## Życie prywatne
W latach 2002–2018 był związany z aktorką Moniką Pikułą, z którą ma dwóch synów: Władysława (ur. 2008) i Stanisława (ur. 2012). W 2018 związał się z aktorką Marią Dębską, którą poślubił 15 sierpnia 2020 w Kościele Sióstr Wizytek na Krakowskim Przedmieściu w Warszawie. Para rozwiodła się na początku marca 2022.
W 2006 w wieku 27 lat dowiedział się, że ma guza rdzenia kręgowego. Przez sześć lat leczył się u wielu specjalistów, w tym u belgijskiego specjalisty, który podjął się skomplikowanej operacji. Po wybudzeniu się ze śpiączki farmakologicznej, musiał nauczyć się chodzić na nowo.

## Filmografia

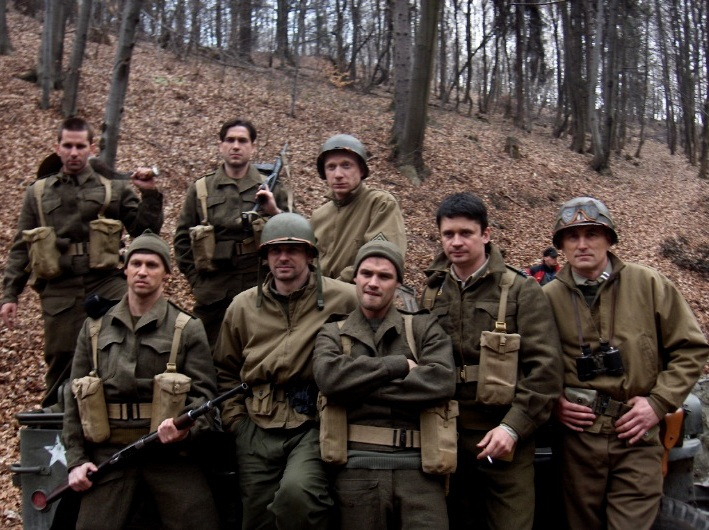
Zdjęcie z planu serialu Tajemnica twierdzy szyfrów (2006); od lewej – górny rząd: Marcin Bosak (Raider), Marcin Dorociński (Afgan), Arkadiusz Janiczek (sierżant); od lewej – dolny rząd: Robert Wrzosek (Nigel Wood), Paweł Deląg (komandor Howard Compaigne), Jan Wieczorkowski (Hamlet), Piotr Grabowski (major Andrzej Czerny), Andrzej Szczytko (kapitan Thomas Gregg).

### Filmy fabularne (kinowe i telewizyjne)
| Rok  | Tytuł                           | Rola                                                | Reżyser                         |
| ---- | ------------------------------- | --------------------------------------------------- | ------------------------------- |
| 1995 | Z piosenką na Belweder          |                                                     | Marcel Szytenchelm              |
| 1999 | Czy można się przysiąść         | om                                                  | Tomasz Tryzna                   |
| 2004 | Pręgi                           | gość                                                | Magdalena Piekorz               |
| 2005 | Rozdroże Cafe                   | ksiądz Andrzej                                      | Leszek Wosiewicz                |
| 2005 | Motór                           | Karaś                                               | Wiesław Paluch                  |
| 2006 | Tylko mnie kochaj               | Antoni                                              | Ryszard Zatorski                |
| 2006 | Autor wychodzi                  | Wojtek Czwartosz                                    | Dominika Montean                |
| 2008 | Mała wielka miłość              | Marcel                                              | Łukasz Karwowski                |
| 2009 | Janosik. Prawdziwa historia     | głos Janosika                                       | Agnieszka Holland, Kasia Adamik |
| 2009 | Generał – zamach na Gibraltarze | Józef Ponikiewski                                   | Anna Jadowska                   |
| 2010 | Ciacho                          | Krzyś                                               | Patryk Vega                     |
| 2011 | W ciemności                     | Janek Weiss                                         | Agnieszka Holland               |
| 2011 | Prosto z nieba                  | mąż tłumaczki Olki                                  | Piotr Matwiejczyk               |
| 2011 | 80 milionów                     | Maks                                                | Waldemar Krzystek               |
| 2013 | Gry                             | On                                                  | Maciej Marczewski               |
| 2013 | Piotrek the 13th 2              | rybak z bosakiem                                    | Piotr Matwiejczyk               |
| 2017 | Pokot                           | ksiądz Szelest                                      | Agnieszka Holland               |
| 2018 | Zabawa, zabawa                  | głos prowadzącego program tv                        | Kinga Dębska                    |
| 2019 | Polityka                        | Bankster (postać wzorowana na Mateuszu Morawieckim) | Patryk Vega                     |
| 2020 | Banksterzy                      | Pawcio                                              | Marcin Ziębiński                |
| 2020 | Mistrz                          | Lagerführer                                         | Maciej Barczewski               |
| 2021 | Zupa nic                        |                                                     | Kinga Dębska                    |
| 2021 | Klecha                          | postulator                                          | Jacek Gwizdała                  |
| 2024 | Biała odwaga                    | Opler                                               | Marcin Koszałka                 |

### Seriale telewizyjne
| Rok                | Tytuł                          | Rola | Reżyser                                                                 |
| ------------------ | ------------------------------ | --- | ----------------------------------------------------------------------- |
| 2002               | Na dobre i na złe              | Piotr, chłopak przy basenie (odcinek: 124)                                                                                  | Maciej Dejczer                                                          |
| 2002               | Miodowe lata                   | agent Marek (odcinek: 105)                                                                                                  | Maciej Wojtyszko                                                        |
| 2003–2006, od 2019 | M jak miłość                   | Kamil Gryc (odcinki: 176-401, od 1432)                                                                                      | różni                                                                   |
| 2003               | Glina                          | strażnik miejski (odcinek: 4)                                                                                               | Władysław Pasikowski                                                    |
| 2004               | Czwarta władza                 | policjant Krzysiek | Witold Adamek                                                           |
| 2007               | Pitbull                        | Katera, ojczym Mateusza (seria II, odcinek: 7)                                                                              | Patryk Vega                                                             |
| 2007               | Tajemnica twierdzy szyfrów     | Raider | Adek Drabiński                                                          |
| 2007               | Odwróceni                      | Michał (odcinki: 6, 8-9, 12-13)                                                                                             | Jacek Filipiak, Jarosław Sypniewski, Michał Gazda, Urszula Urbaniak     |
| 2007               | Ekipa                          | Mateusz Bonowicz, urzędnik Biura Komisarza ds. Rolnictwa Komisji Europejskiej, później asystent premiera (odcinki: 2, 6-14) | Agnieszka Holland, Magdalena Łazarkiewicz, Kasia Adamik                 |
| 2008               | Mała wielka miłość             | Marcel (odcinki: 2-4) | Łukasz Karwowski                                                        |
| 2008–2009          | Londyńczycy                    | Wojtek Górski | Greg Zglinski                                                           |
| 2010               | Nowa                           | komisarz Maciej Wolski | Tomasz Szafrański                                                       |
| 2010–2011          | Hotel 52                       | Tomek Malewicz (odcinki: 19-20, 22-25, 27-32, 34, 37-39)                                                                    | Michał Kwieciński, Grzegorz Kuczeriszka                                 |
| 2011               | Komisarz Rozen                 | Marcin Rozen | Tomasz Szafrański                                                       |
| 2013–2014          | To nie koniec świata           | Remik (odcinki: 9, 11, 13, 15)                                                                                              | Łukasz Jaworski                                                         |
| 2013               | Ojciec Mateusz                 | Rafał Kozłowski (odcinek: 123)                                                                                              | Filip Zylber                                                            |
| 2013               | Głęboka woda                   | Adam Wroński (seria II, odcinki: 2, 5)                                                                                      | Magdalena Łazarkiewicz                                                  |
| 2013               | Czas honoru                    | „Generał”, konfident UB (odcinki: 68, 71, 73)                                                                               | Katarzyna Klimkiewicz                                                   |
| 2014               | Służby specjalne               | Szymek (odcinki: 1, 3-5) | Patryk Vega                                                             |
| 2014               | Komisarz Alex                  | Ernest Trojan (odcinek: 76)                                                                                                 | Sławomir Fabicki                                                        |
| 2014–2016          | Na dobre i na złe              | Grzegorz (odcinki: 565-568, 570, 578, 621, 639, 641)                                                                        | różni                                                                   |
| 2015               | Uwikłani                       | Maciej Roguski (odcinek: 5)                                                                                                 | Anna Jadowska                                                           |
| 2017               | Ojciec Mateusz                 | Jan (odcinek: 226) | Artur Żmijewski                                                         |
| 2017               | Ultraviolet                    | inspektor Stanisław Czubak (odcinek: 10)                                                                                    | Sławomir Fabicki                                                        |
| 2017               | Za marzenia                    | policjant (odcinek: 1) | Olga Chajdas                                                            |
| 2017               | Miasto skarbów                 | Max Werner (odcinki: 1-6, 11-13)                                                                                            | różni                                                                   |
| 2018               | Druga szansa                   | Robert (odcinki: 1, 3-10)                                                                                                   | Tomasz Szafrański                                                       |
| 2018               | Kruk. Szepty słychać po zmroku | Szymon Wasiluk (odcinki: 2-6)                                                                                               | Maciej Pieprzyca                                                        |
| 2018               | Drogi wolności                 | Józef Piłsudski (odcinki: 1, 5)                                                                                             | Maciej Migas                                                            |
| 2018               | 1983                           | Ibrom (odcinki: 1, 3-4, 7)                                                                                                  | Agnieszka Holland, Katarzyna Adamik, Agnieszka Smoczyńska, Olga Chajdas |
| 2019               | Szóstka                        | Paweł Mirski | Kinga Dębska                                                            |
| 2019               | W rytmie serca                 | doktor Artur Soliński, lekarz (odcinek: 57)                                                                                 | Piotr Wereśniak, Kordian Piwowarski                                     |
| 2019               | Chyłka                         | prokurator Karol Rejchert                                                                                                   | Łukasz Palkowski, Marek Wróbel                                          |
| 2021               | Rojst ’97                      | Jacek Dobrowolski | Jan Holoubek                                                            |
| od 2022            | Komisarz Mama                  | Adam Żeromski | Marcin Ziębiński                                                        |
| 2024               | Rojst Millenium                | Jacek Dobrowolski | Jan Holoubek                                                            |
| 2025               | Zatoka szpiegów                | Komarow | Michał Rogalski                                                         |

### Dubbing
- 2003: Kim Kolwiek: Było, jest i będzie – Jim i Tim
- 2004–2006: Liga Sprawiedliwych bez granic – kapitan Atom, Atom
- 2005: Jan Paweł II – Tadeusz
- 2008: Camp Rock – Shane Gray
- 2009: Janosik. Prawdziwa historia – Janosik
- 2009: Janosik. Prawdziwa historia – Janosik
- 2010: Camp Rock 2: Wielki finał – Shane Gray
- 2010: Muminki w pogoni za kometą – Muminek
- 2012: Avengers – Loki
- 2012: Niesamowity Spider-Man – Peter Parker/Spider-Man
- 2013: Thor: Mroczny świat – Loki
- 2013: Samoloty – Ripslinger
- 2014: Syn Boży – Szymon
- 2014: Niesamowity Spider-Man 2 – Peter Parker/Spider-Man
- 2015: Gwiezdne wojny: Przebudzenie Mocy – Poe Dameron
- 2016: Mój przyjaciel smok – Jack
- 2017: Thor: Ragnarok – Loki
- 2017: Gwiezdne wojny: Ostatni Jedi – Poe Dameron
- 2018: Avengers: Wojna bez granic – Loki
- 2019: Avengers: Koniec gry – Loki
- 2019: Aladyn – Dżafar
- 2019: Gwiezdne wojny: Skywalker. Odrodzenie – Poe Dameron
- 2021: A gdyby…? – Loki

## Nagrody i wyróżnienia
- 2003: Łódź – XXI Festiwal Szkół Teatralnych – wyróżnienie za rolę Judasza w przedstawieniu Żegnaj Judaszu w reżyserii Bożeny Suchockiej; dyplom Akademii Teatralnej w Warszawie
- 2003: Warszawa – IX KKNWPSW – nagroda ZASP dla młodego aktora za rolę tytułową w przedstawieniu Żegnaj, Judaszu Iredyńskiego w AT w Warszawie
- 2007: Warszawa – Tydzień Kina Europejskiego OFF/ON – nagroda dla najlepszego aktora za rolę w filmie Autor wychodzi